# Урсдон (село)
Урсдо́н — село в Алагирском районе Республики Северная Осетия — Алания. Входит в состав Унальского сельского поселения.

## Географическое положение
Расположено на правобережном безымянном притоке реки Дувадоныстау, у подножья Скалистого хребта, в 4 км к северо-востоку от центра сельского поселения Нижний Унал.

## Население
| 2002 | 2010 | 2021 |
| ---- | ---- | ---- |
| 5    | ↗6   | ↗15  |